# 스기하라촌
스기하라촌(杉原村)은 도야마현 네이군에 있던 촌이다.

## 역사
- 1889년 4월 1일 - 정촌제 시행에 의해 네이군 스기하라촌이 성립하였다.
- 1953년 12월 1일 - 야쓰오정, 야스우치촌, 무로마키촌, 오노하나촌, 구로세다니촌과 합병해 네이군 야쓰오정이 성립하였다.

## 참고문헌
- 『市町村名変遷辞典』東京堂出版、1990年。